# 弗洛伊德縣 (印第安納州)
弗洛伊德县（英語：Floyd County）是位於美国印第安纳州東南部的一個郡，南隔俄亥俄河與肯塔基州相望，面積384平方公里。根據2020年美國人口普查，共有人口80,484人。縣治新奧爾巴尼（New Albany）。該縣成立於1819年1月2日，縣政府成立於同年2月1日生效；縣名紀念印第安纳州议会議員戴維斯·弗洛伊德（Davis Floyd），另一說紀念美國獨立戰爭時期海軍准將約翰·弗洛伊德。